# Direktflyg
Direktflyg – nieistniejąca szwedzka regionalna linia lotnicza z siedzibą w Borlänge.
Obsługiwała połączenia krajowe i do Norwegii. Od maja 2012 do marca 2013 latały też wewnątrz Finlandii, z Seinäjoki do Helsinki.
W grudniu 2019 roku linia połączyła się z Amapola Flyg.